# Uileacu de Beiuș
Uileacu de Beiuș (węg. Belényesújlak) – wieś w Rumunii, w okręgu Bihor, w gminie Uileacu de Beiuș. W 2011 roku liczyła 568 mieszkańców.